# 도쿠가와가 영묘
도쿠가와가 영묘(일본어: 徳川家霊廟 토쿠가와케레이뵤우[*])는 1603년부터 1867년까지 존재했던 일본 에도 막부에서 세이이타이쇼군직을 역임한 도쿠가와 가문 쇼군들의 영묘다. 영묘는 도쿄도의 간에이지와 조죠지, 도치기현 닛코시의 린노지에 위치한다. 8대 쇼군 도쿠가와 요시무네는 1720년(교호 5)에 어영옥건립금지령(御霊屋建立禁止令)를 내렸으며 이후에는 대규모의 영묘는 건립되지 않고, 간에이지나 조죠지의 영묘에 합사하여 보탑이나 영패소가 건립되었다. 에도 시대의 화려한 건축 기술과 의장의 정수를 집약한 건축군으로서 닛코 동조궁에 비견되지만 간에이지와 조죠지의 영묘에 있던 대부분의 건물은 1945년 태평양 전쟁 중에 공습으로 인한 전화로 소실되었다.

## 영묘 목록
| 대수 | 쇼군                       | 원호                    | 초상화 | 생사년대        | 재임 기간       | 매장지                      |
| ---- | -------------------------- | ----------------------- | ------ | --------------- | --------------- | --------------------------- |
| 1    | 도쿠가와 이에야스 徳川家康 | 도쇼다이곤겐 東照大権現 |        | 1542년 - 1616년 | 1603년 - 1605년 | 구능산 동조궁 닛코 동조궁   |
| 2    | 도쿠가와 히데타다 徳川秀忠 | 다이도쿠인 台徳院       |        | 1579년 - 1632년 | 1605년 - 1623년 | 조죠지 다이도쿠인 영묘      |
| 3    | 도쿠가와 이에미쓰 徳川家光 | 다이유인 大猷院         |        | 1604년 - 1651년 | 1623년 - 1651년 | 린노지 다이유인 영묘        |
| 4    | 도쿠가와 이에쓰나 徳川家綱 | 겐유인 厳有院           |        | 1641년 - 1680년 | 1651년 - 1680년 | 간에이지 겐유인 영묘        |
| 5    | 도쿠가와 쓰나요시 徳川綱吉 | 죠켄인 常憲院           |        | 1646년 - 1709년 | 1680년 - 1709년 | 간에이지 죠켄인 영묘        |
| 6    | 도쿠가와 이에노부 徳川家宣 | 분쇼인 文昭院           |        | 1662년 - 1712년 | 1709년 - 1712년 | 조죠지 분쇼인 영묘          |
| 7    | 도쿠가와 이에쓰구 徳川家継 | 유쇼인 有章院           |        | 1709년 - 1716년 | 1713년 - 1716년 | 조죠지 유쇼인 영묘          |
| 8    | 도쿠가와 요시무네 徳川吉宗 | 유도쿠인 有徳院         |        | 1684년 - 1751년 | 1716년 - 1745년 | 간에이지 죠켄인 영묘에 합사 |
| 9    | 도쿠가와 이에시게 徳川家重 | 돈신인 惇信院           |        | 1711년 - 1761년 | 1745년 - 1760년 | 조죠지 유쇼인 영묘에 합사   |
| 10   | 도쿠가와 이에하루 徳川家治 | 쥰메이인 浚明院         |        | 1737년 - 1786년 | 1760년 - 1786년 | 간에이지 겐유인 영묘에 합사 |
| 11   | 도쿠가와 이에나리 徳川家斉 | 분교인 文恭院           |        | 1773년 - 1841년 | 1787년 - 1837년 | 간에이지 겐유인 영묘에 합사 |
| 12   | 도쿠가와 이에요시 徳川家慶 | 신도쿠인 慎徳院         |        | 1793년 - 1853년 | 1837년 - 1853년 | 조죠지 분쇼인 영묘에 합사   |
| 13   | 도쿠가와 이에사다 徳川家定 | 온교인 温恭院           |        | 1824년 - 1858년 | 1853년 - 1858년 | 간에이지 죠켄인 영묘에 합사 |
| 14   | 도쿠가와 이에모치 徳川家茂 | 쇼도쿠인 昭徳院         |        | 1846년 - 1866년 | 1858년 - 1866년 | 조죠지 분쇼인 영묘에 합사   |
| 15   | 도쿠가와 요시노부 徳川慶喜 |                         |        | 1837년 - 1913년 | 1867년 - 1868년 | 야나카 령원                 |

## 현존 영묘 건축

### 닛코
1616년에 사망한 1대 쇼군 도쿠가와 이에야스의 유해는 시즈오카현 시즈오카시 스루가구에 위치한 구능산 동조궁에 안장되었다가 1617년에 도치기현 닛코시에 있는 닛코 동조궁으로 이장되었다. 닛코 동조궁은 3대 쇼군 도쿠가와 이에미쓰 때에 크게 개축되었다. 한편 이에미쓰의 유해는 1653년에 도치기현 닛코시에 위치한 린노지 경내에 다이유인 영묘를 세워 매장하였다. 구능산 동조궁과 닛코 동조궁, 린노지의 건축군은 국보와 중요문화재로 지정되었으며 닛코 동조궁과 린노지는 세계유산으로 등록되어 있다.

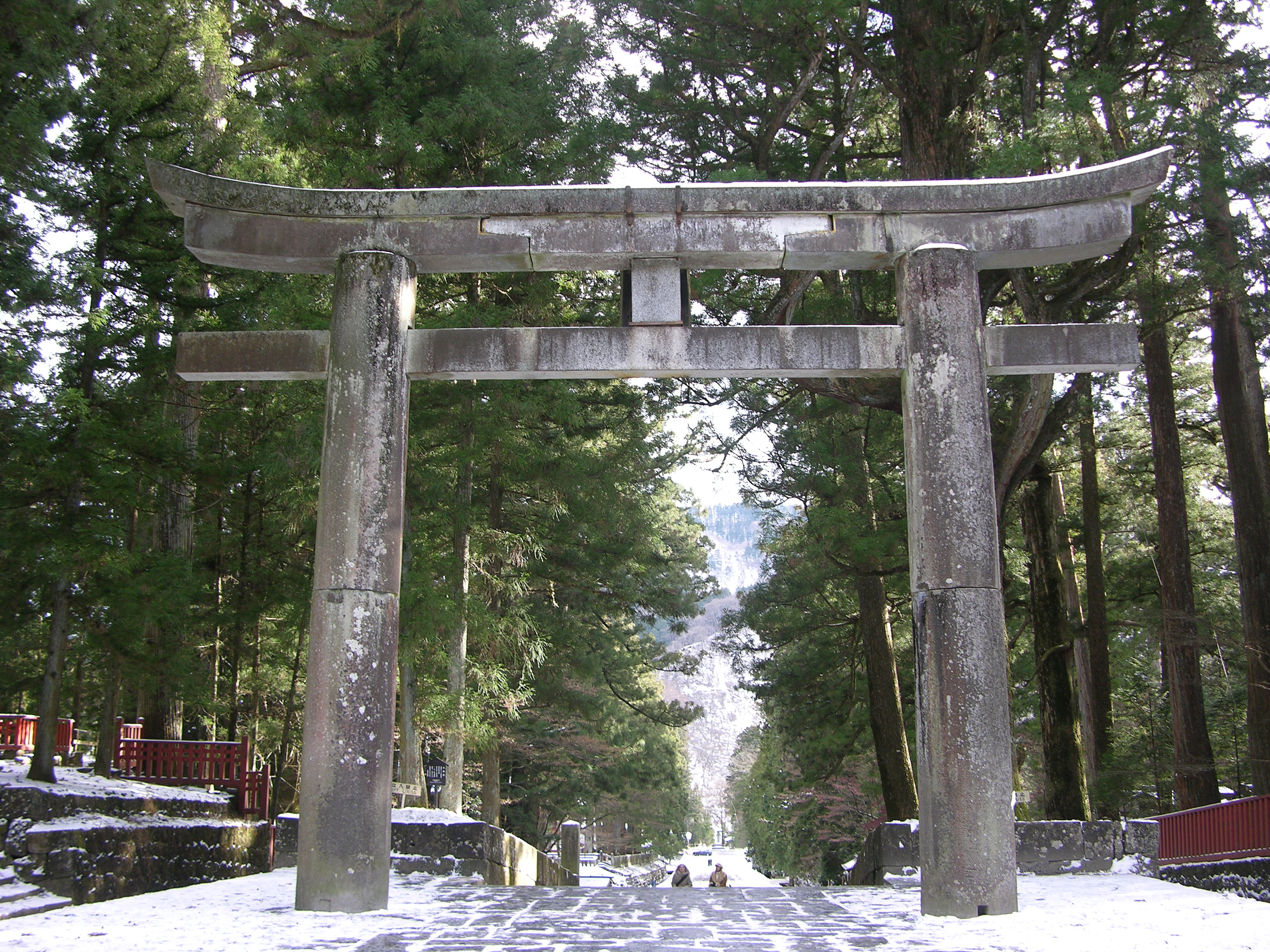
닛코 동조궁 도리이
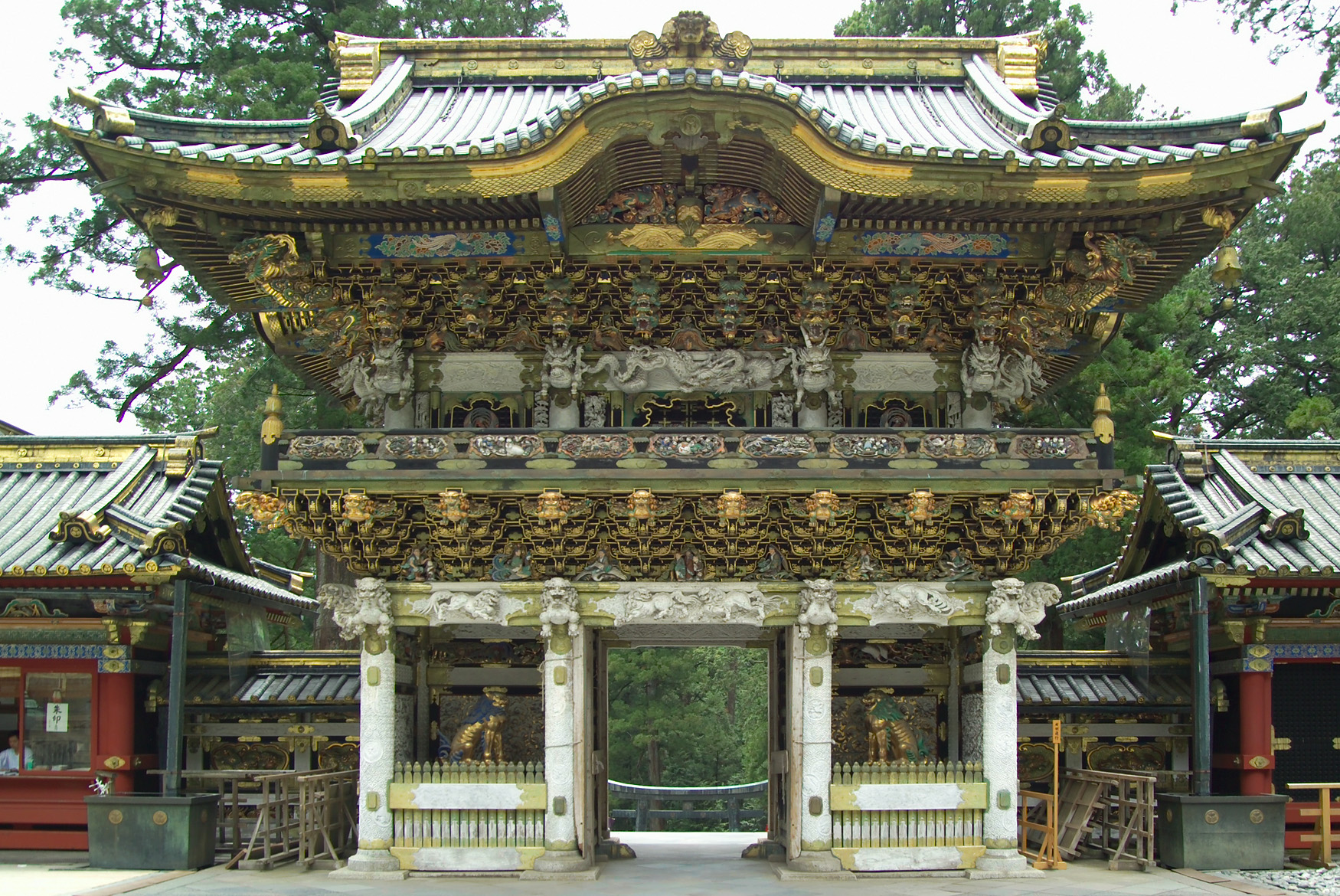
닛코 동조궁 양명문
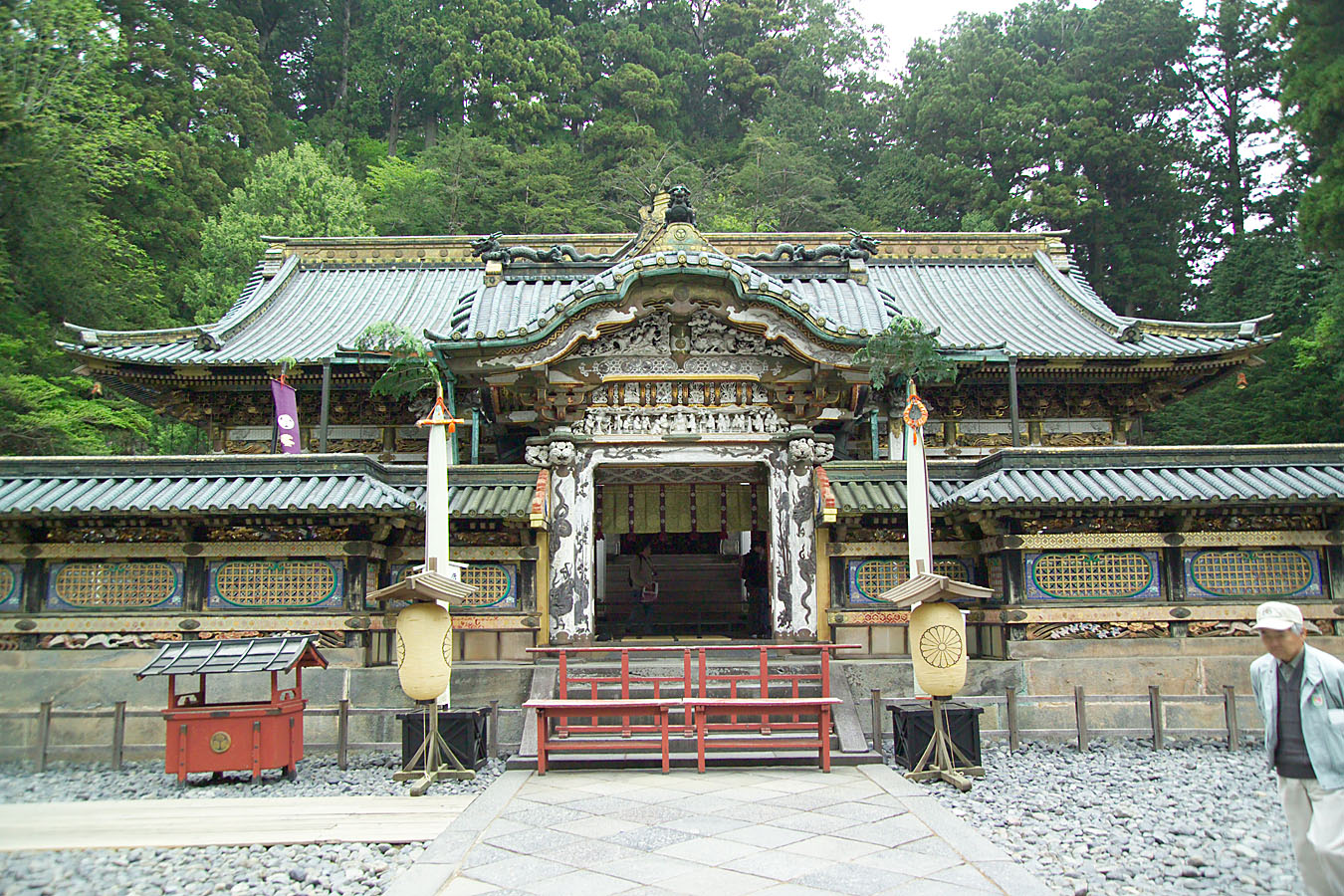
닛코 동조궁 배전
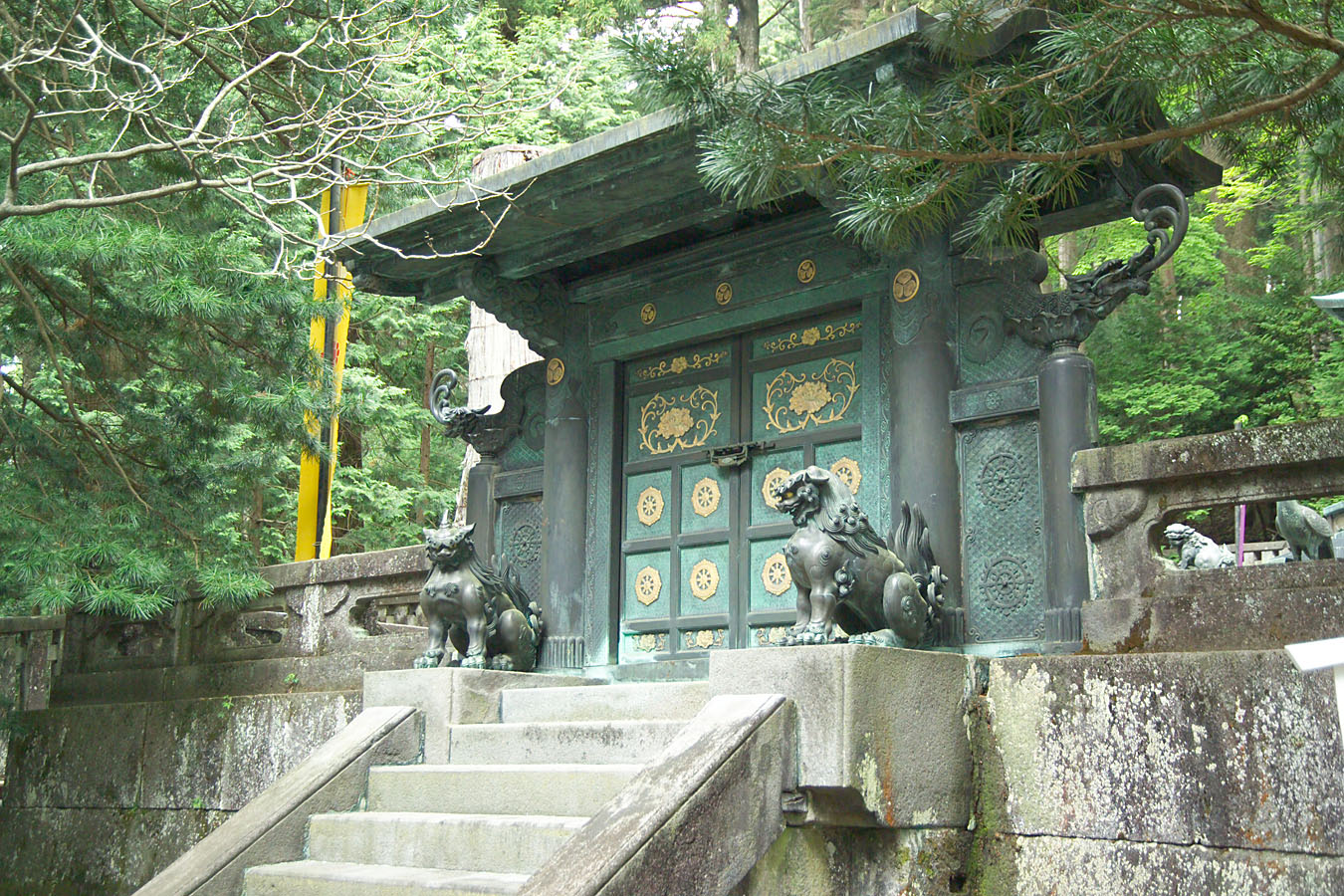
닛코 동조궁 주패문
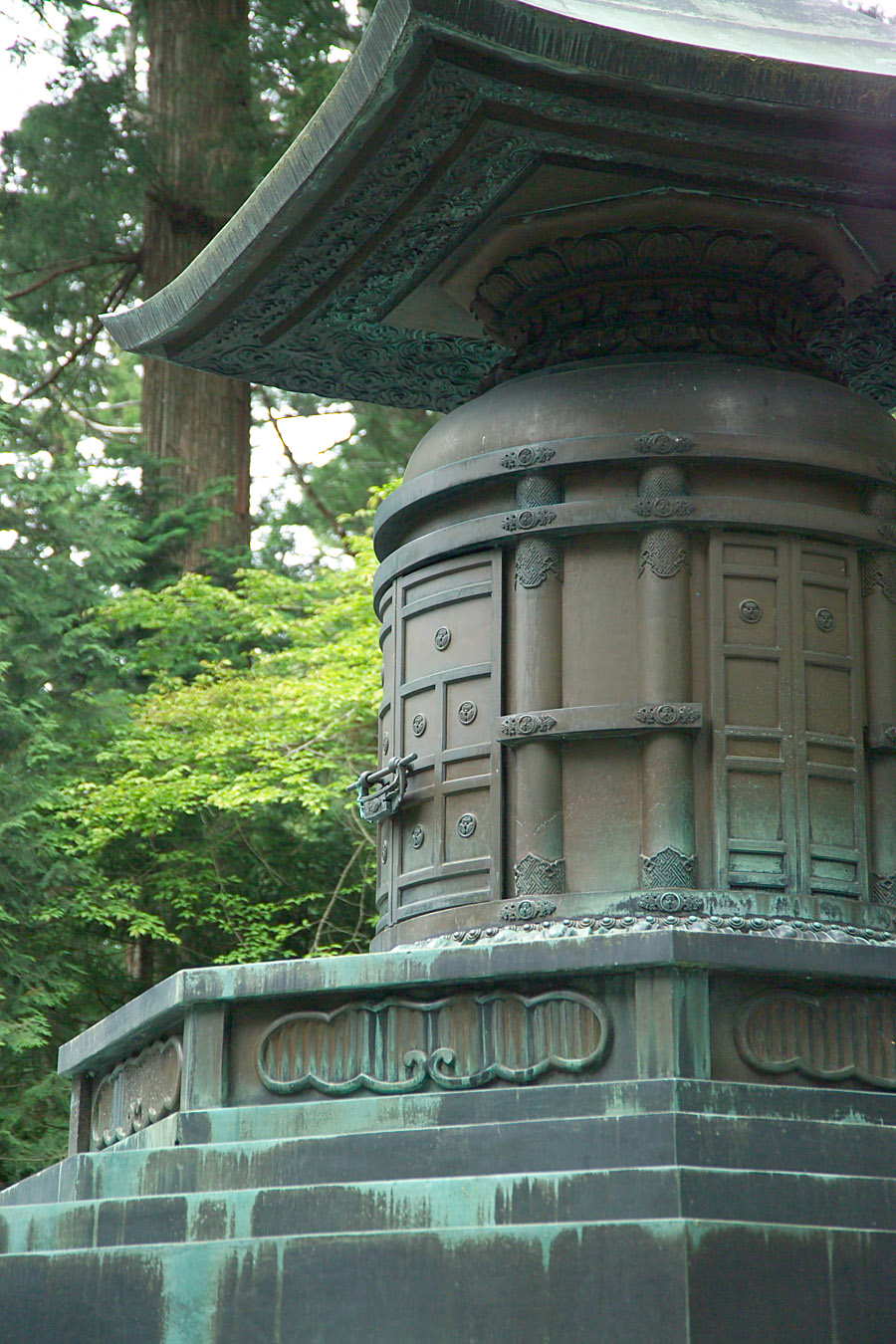
이에야스의 보탑

### 조죠지
도쿄도 미나토구에 위치한 조죠지는 간에이지와 더불어 도쿠가와 쇼군 가문의 보리사이며, 역대 15명의 쇼군 가운데 6명(2대 쇼군 히데타다, 6대 쇼군 이에노부, 7대 쇼군 이에쓰구, 9대 쇼군 이에시게, 12대 쇼군 이에요시, 14대 쇼군 이에모치)과 5명의 정실(2대 쇼군 히데타다의 정실 스겐인, 6대 쇼군 이에노부의 정실 덴에이인, 11대 쇼군 이에나리의 정실 고다이인, 13대 쇼군 이에사다의 정실 덴신인(天親院), 14대 쇼군 이에모치의 정실 가즈노미야 지카코, 5명의 측실(3대 쇼군 이에미쓰의 측실이자 5대 쇼군 쓰나요시의 생모 게이쇼인, 6대 쇼군 이에노부의 측실이자 7대 쇼군 이에쓰구의 생모 겟코인, 11대 쇼군 이에나리의 측실 세이신인(契真院), 12대 쇼군 이에요시의 측실 겐코인(見光院)과 슈묘인(殊妙院)을 비롯한 역대 쇼군의 자녀들의 유해가 매장되어 있다.
제2차 세계 대전 이전에 다이도쿠인 영묘, 스겐인 영패소, 분쇼인 영묘, 유쇼인 영묘가 국보로 지정되어 닛코 동조궁에 비견되었지만 1945년에 있었던 공습으로 3월 10일에 북묘(北廟) 68동, 5월 25일에는 남묘(南廟) 28동이 피해를 입어 대부분의 건축물이 소실되고 국보의 지정이 해제되었다. 현재 다이도쿠인 영묘의 문 4동, 유쇼인 영묘 이천문(二天門), 분쇼인 영묘 오원 중문(奥院中門)이 잔존하고 있다. 한편 영묘에 매장되어 있던 쇼군, 부인, 측실 등의 유골은 1958년에 문화재보호위원회가 중심이 되어 학술조사가 이루어진 후에 화장되었고, 조죠지 대전(大殿)의 남북(좌우)으로 배치되어 있던 영묘는 한 곳으로 모아서 조죠지 안국전(安国殿) 뒤편의 묘역으로 이장되었다. 조사에 따르면 영묘의 구조는 약간의 차이는 있지만 지하에 석실을 마련하여 유해를 안치한 후 2장의 거석을 덮고, 그 위에 기단과 보탑을 안치하였다.

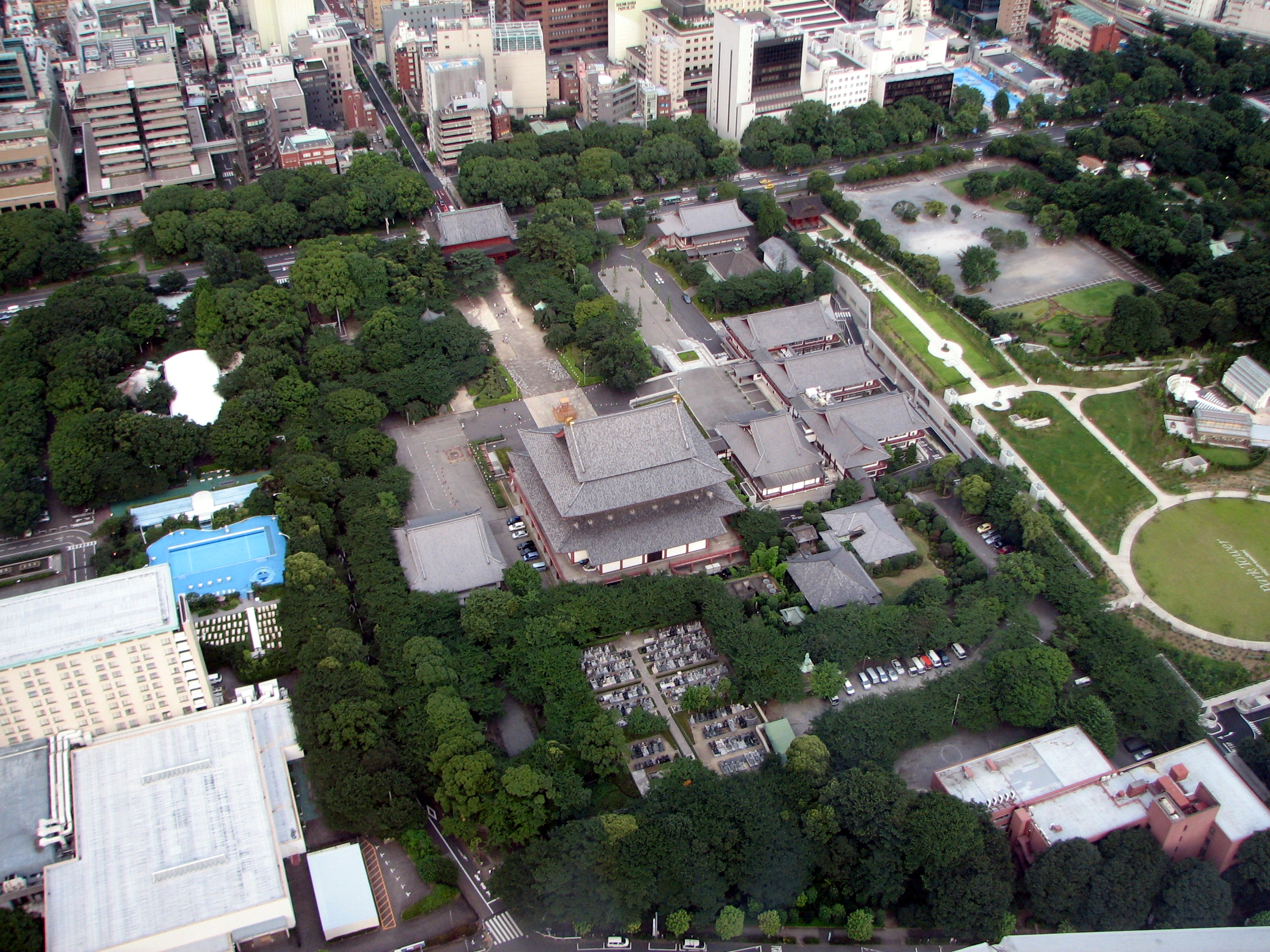
조죠지 전경
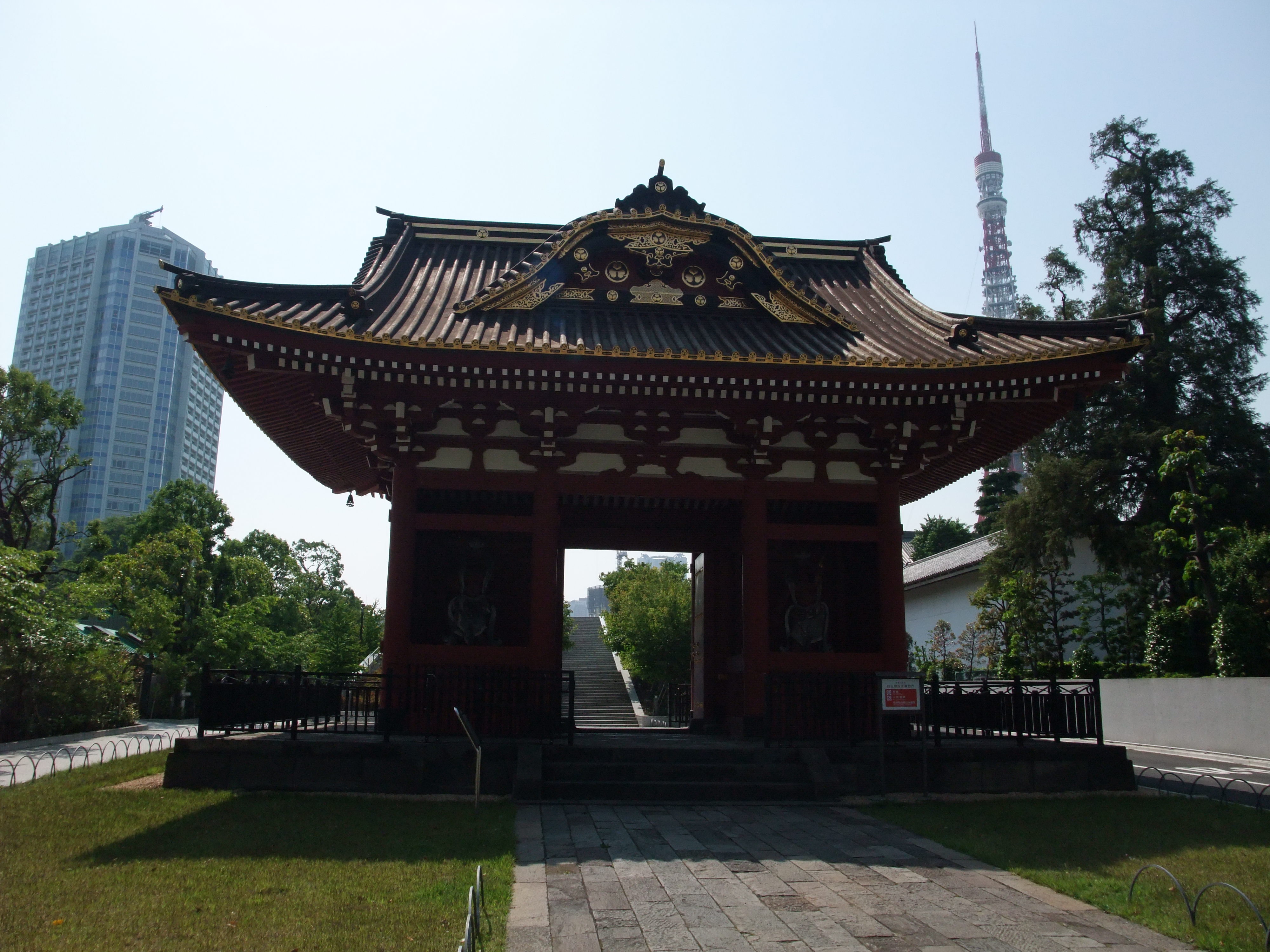
다이도쿠인 영묘 총문
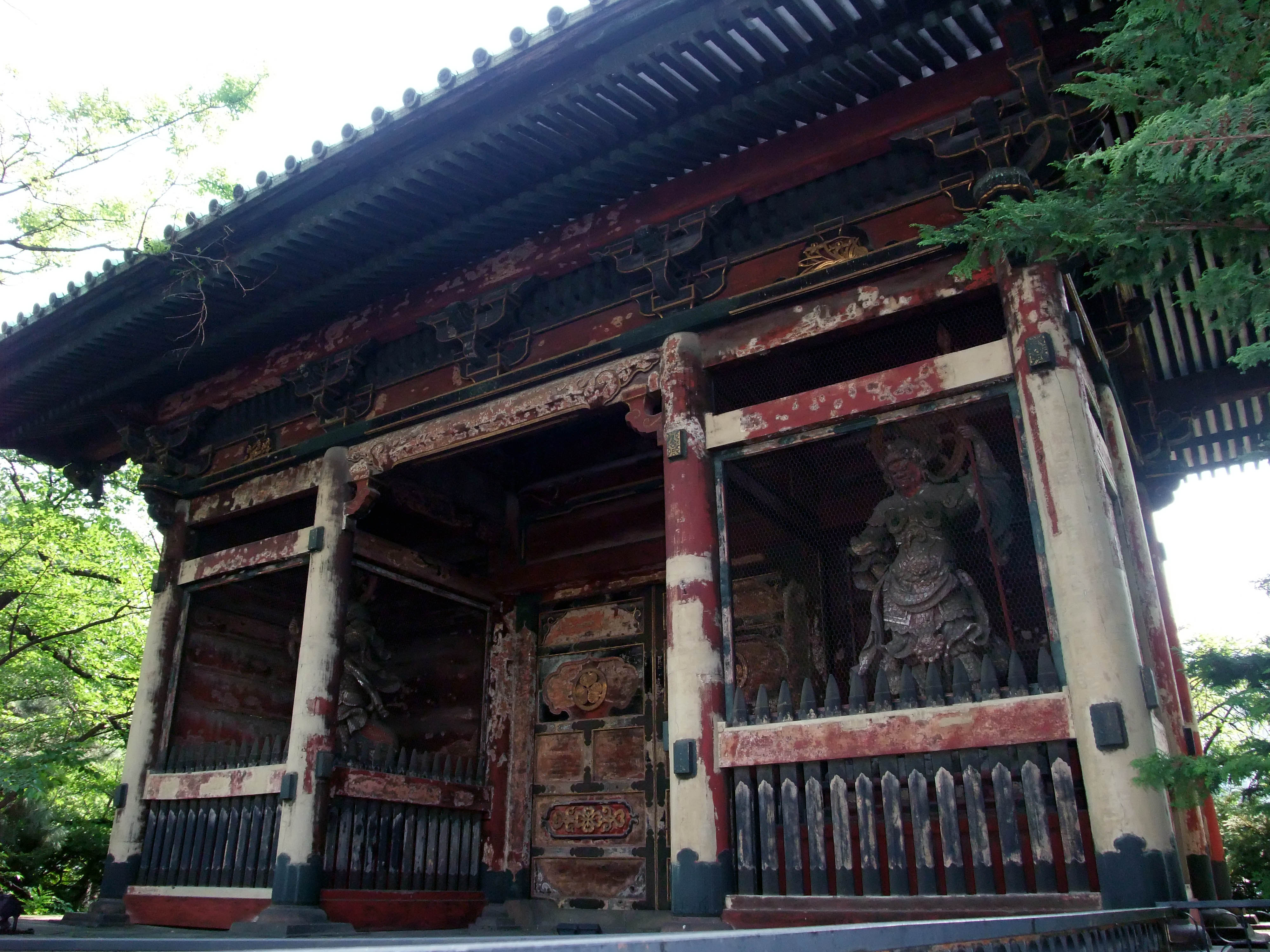
유쇼인 영묘 이천문
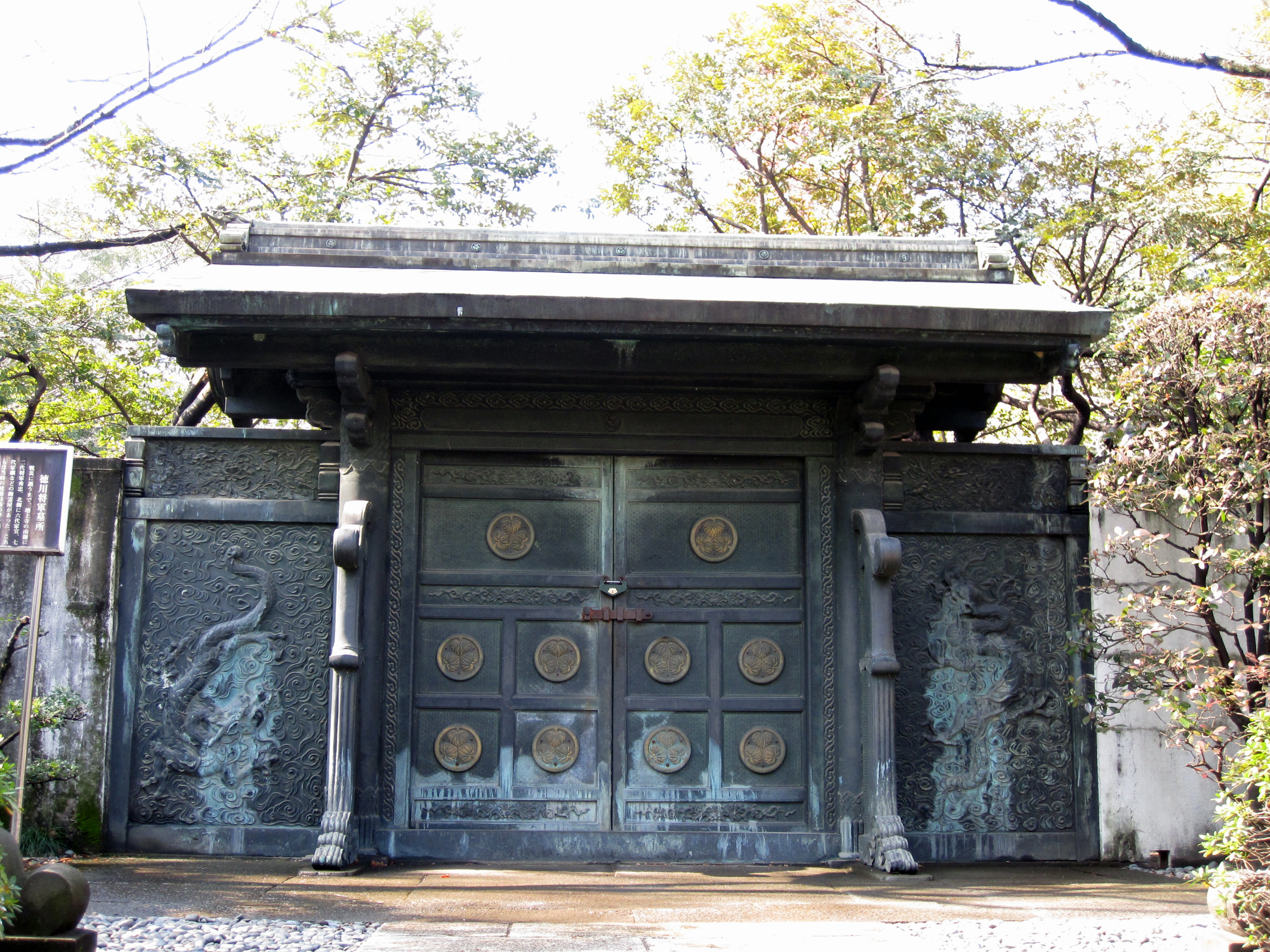
분쇼인 영묘 오원 중문
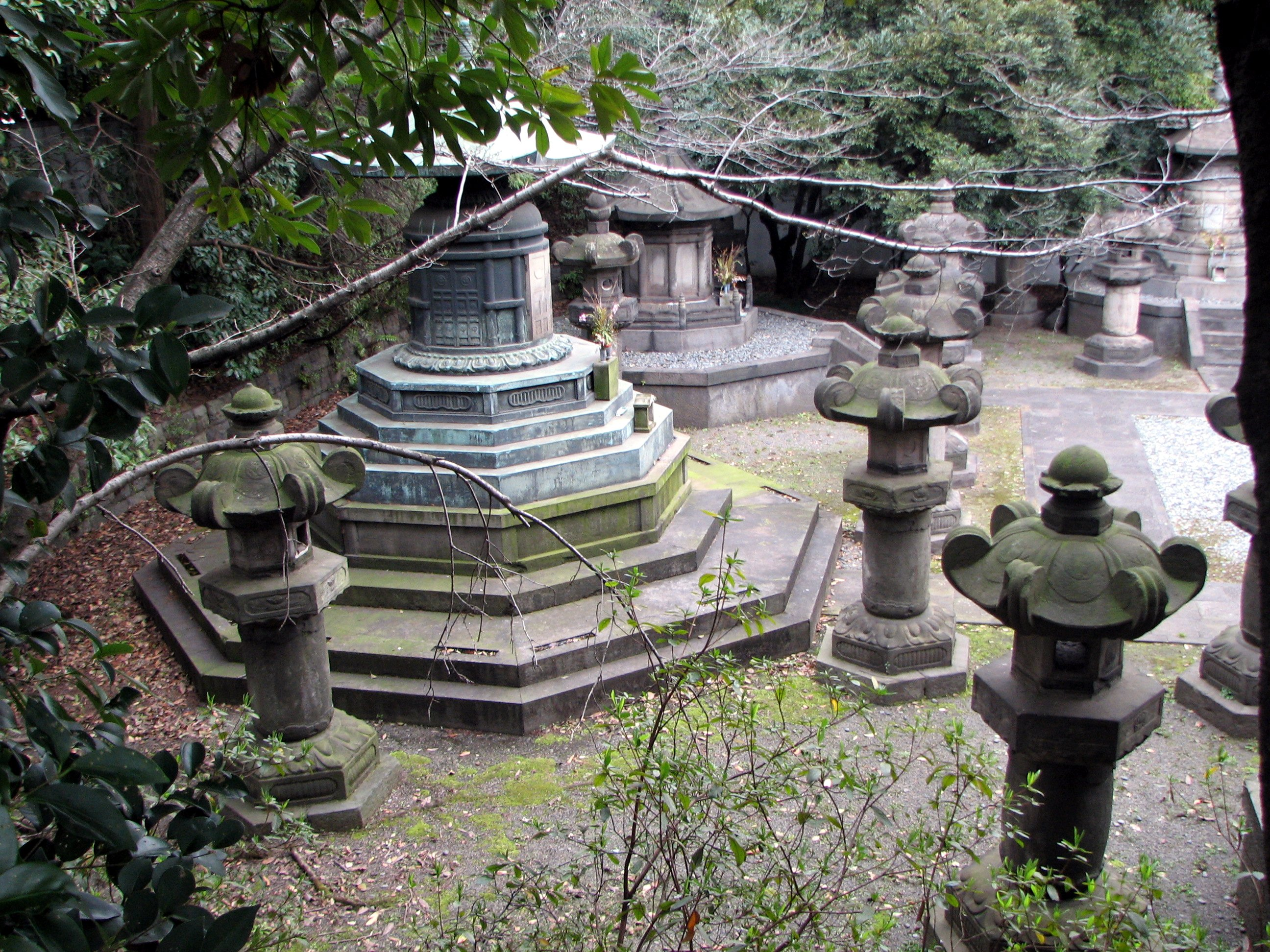
도쿠가와 가문 영묘

### 간에이지
도쿄도 다이토구 우에노사쿠라기에 위치한 간에이지에는 역대 15명의 쇼군 가운데 6명(4대 쇼군 이에쓰나, 5대 쇼군 쓰나요시, 8대 쇼군 요시무네, 10대 쇼군 이에하루, 11대 쇼군 이에나리, 13대 쇼군 이에사다)과 13대 쇼군 이에사다의 정실 덴쇼인, 10대 쇼군 이에하루의 장남 이에모토(徳川家基)의 유해가 매장되어 있다. 겐유인 영묘와 죠켄인 영묘의 건물들은 1945년에 있었던 공습으로 인하여 대부분이 소실되었고, 잔존하는 일부만이 현재 중요문화재로 지정되어 있다.

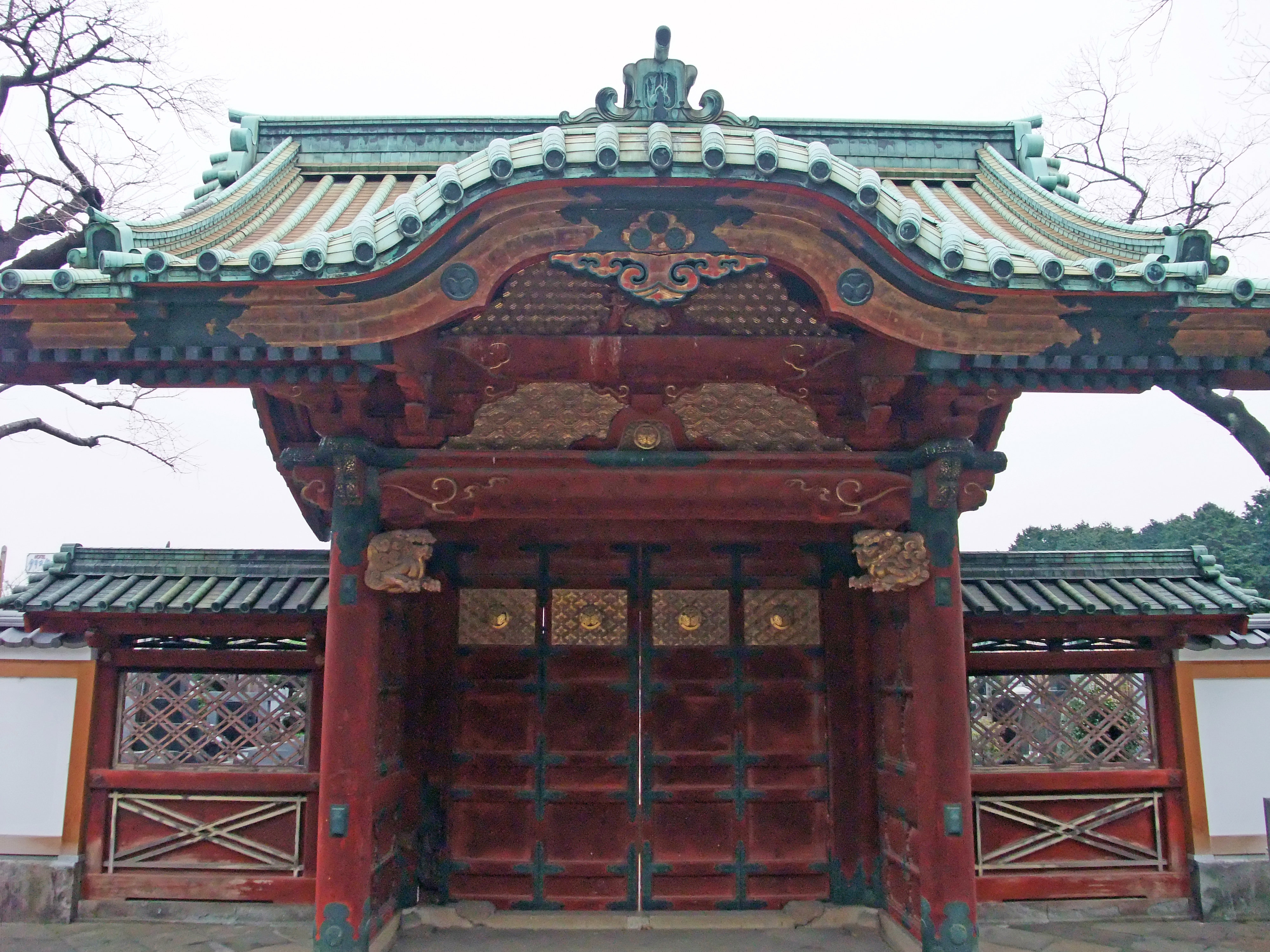
겐유인 영묘 칙원문
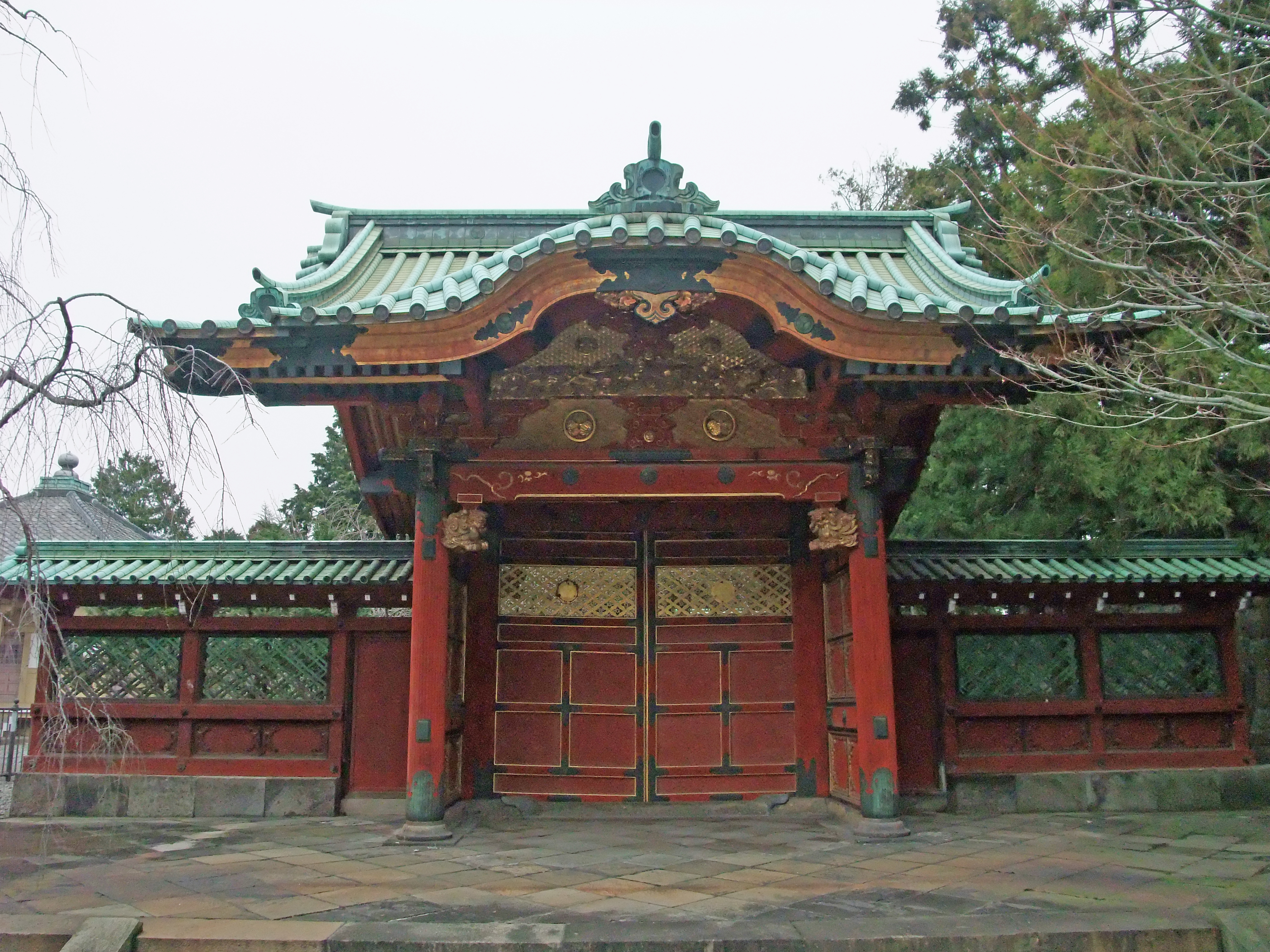
죠켄인 영묘 칙원문

### 고야산
1대 쇼군 이에야스와 2대 쇼군 히데타다의 영묘가 와카야마현 이토군 고야정에 위치한 고야산에도 세워졌다. 1633년에 히데타다의 영묘가 건립되었고, 1641년에는 이에야스의 영묘가 조성되었다. 영묘는 메이지 시대에 곤고부지 앞으로 이전되었고, 현재 중요문화재으로 지정되었으며 세계유산으로도 등록되어 있다.

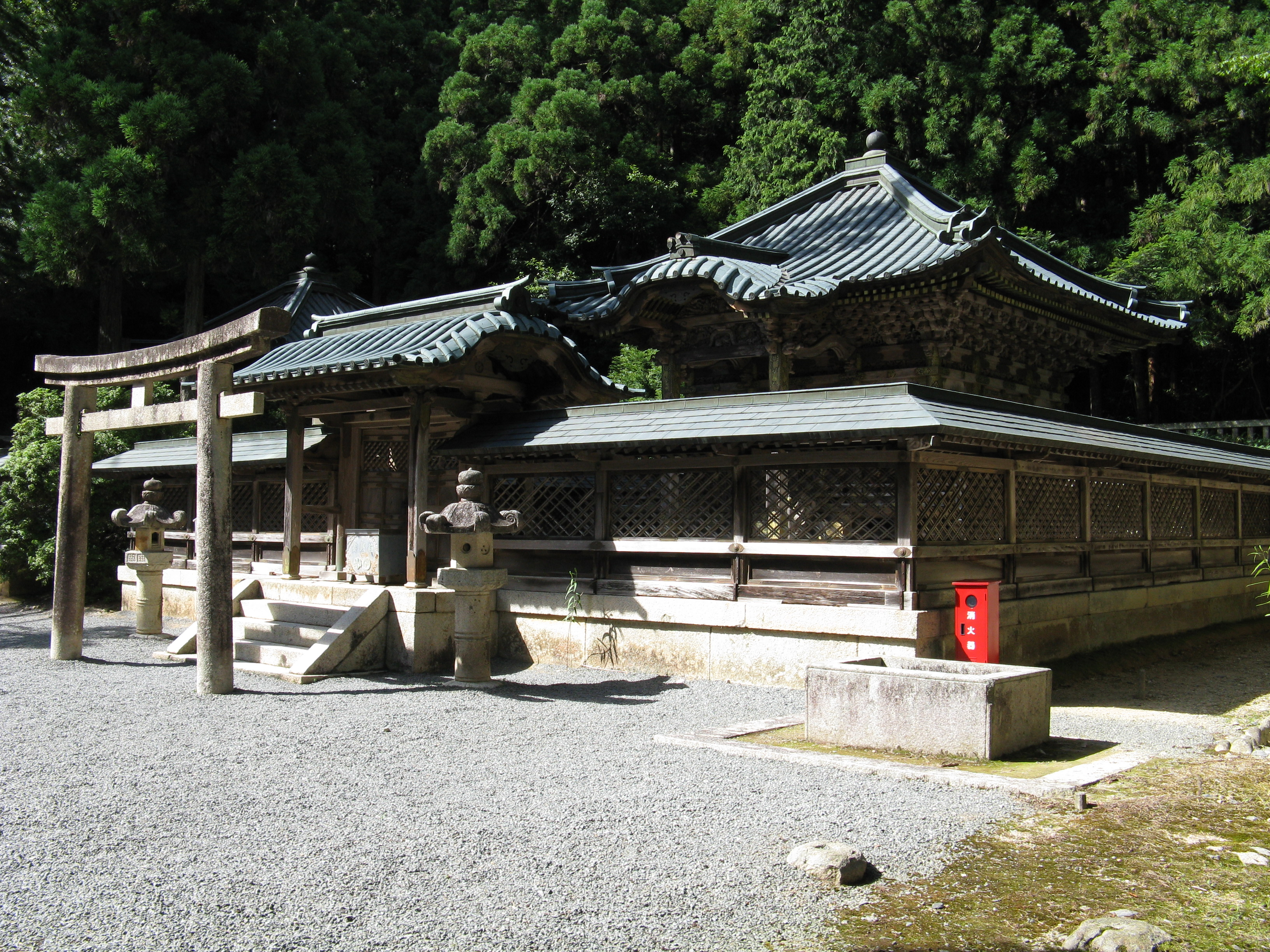
이에야스 영묘
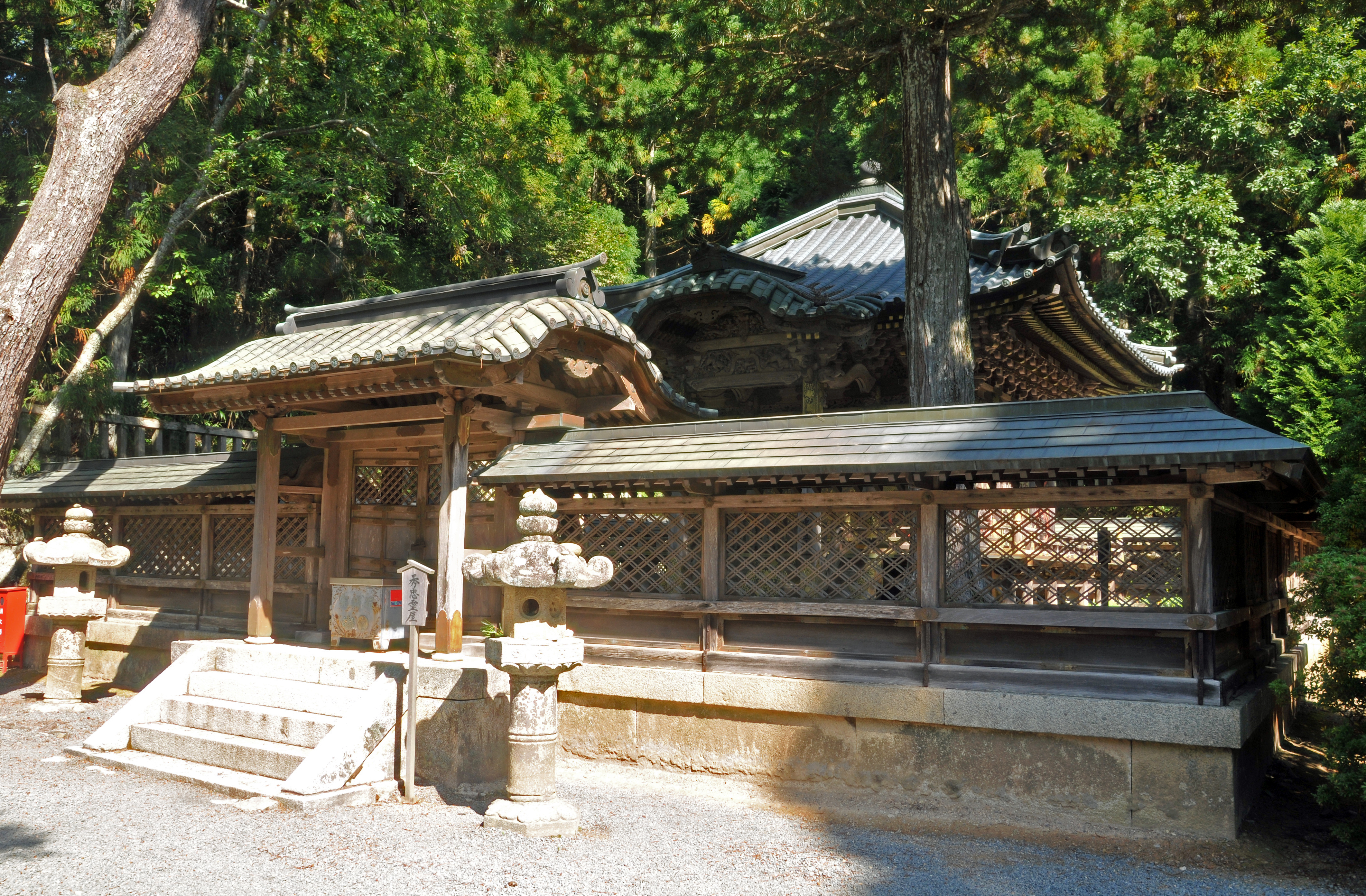
히데타다 영묘